# Marcos Sánchez
Marcos Aníbal Sánchez Mullins (Panamá, Panamá, 23 de diciembre de 1989) es un futbolista panameño. Juega de mediocampista interior.

## Trayectoria

### Tauro FC
Marcos Sánchez hizo su debut profesional en 2010 con el club Panameño Tauro FC. Ayudando al equipo a conseguir el título de la liga marcando el único gol en la final de Apertura 2010 frente al San Francisco FC, también fue clave para que el Tauro FC volviera ser campeón Liga Panameña de Fútbol Clausura 2012 con sus desbordes y asistencias. En general, Sánchez ha apareció en 66 partidos con Tauro y ha marco cuatro goles con un gran rendimiento lo que le permitió ser observado por varios clubes de América.
Después de una impresionante prueba de pretemporada con el DC United, Sánchez fue firmado por el club americano por un año de préstamo el 26 de febrero de 2013. Sin embargo, Marcos Sánchez fue puesto en libertad el 31 de mayo de 2013 y volvió a su antiguo club Tauro FC.

## Selección nacional
Ha sido internacional con la Selección de fútbol de Panamá. Su debut se produjo el 15 de enero de 2011 en la Copa Centroamericana 2011 en un partido frente a la Selección de fútbol de Belice. El 11 de enero de 2013 marco su primer gol con la selección absoluta en un amistoso ante Guatemala, ese mismo mes convocado para disputar la Copa Centroamericana 2013 volviendo a marcar esta vez frente a Honduras. En junio del 2013 es convocado con la selección para disputar la Copa de Oro de la CONCACAF 2013 donde Panamá término subcampeón siendo Marcos Sánchez uno de los más resaltados por Julio César Dely Valdés junto con Alberto Quintero Medina y Roberto Chen quienes podrían disputar minutos en la hexagnal final.

### Goles internacionales
| Núm. | Fecha               | Lugar                                    | Rival     | Gol | Resultado | Competición               |
| ---- | ------------------- | ---------------------------------------- | --------- | --- | --------- | ------------------------- |
| 1    | 11 de enero de 2013 | Estadio Rommel Fernández, Panamá, Panamá | Guatemala | 2-0 | 3-0       | Amistoso                  |
| 2    | 23 de enero de 2013 | Estadio Nacional, San José, Costa Rica   | Honduras  | 1-0 | 1-1       | Copa Centroamericana 2013 |

### Participaciones en Copas de Oro
| Torneo                          | Sede           | Resultado  |
| ------------------------------- | -------------- | ---------- |
| Copa de Oro de la Concacaf 2013 | Estados Unidos | Subcampeón |

### Participaciones en Copas Centroamericana
| Torneo                    | Sede       | Resultado    |
| ------------------------- | ---------- | ------------ |
| Copa Centroamericana 2011 | Panamá     | Tercer lugar |
| Copa Centroamericana 2013 | Costa Rica | Quinto lugar |

## Clubes
| Club                   | País           | Año       |
| ---------------------- | -------------- | --------- |
| Tauro FC               | Panamá         | 2010-2013 |
| D.C. United            | Estados Unidos | 2013      |
| Tauro FC               | Panamá         | 2013-2014 |
| Deportivo Táchira      | Venezuela      | 2014-2015 |
| Portuguesa FC          | Venezuela      | 2015      |
| Atlético Veragüense    | Panamá         | 2016      |
| Tauro FC               | Panamá         | 2017-2019 |
| Sporting San Miguelito | Panamá         | 2020      |
| CD Árabe Unido         | Panamá         | 2021-2022 |

## Palmarés

### Campeonatos nacionales
| Título                                | Club              | País      | Año  |
| ------------------------------------- | ----------------- | --------- | ---- |
| LPF Apertura 2010                     | Tauro FC          | Panamá    | 2010 |
| LPF Clausura 2012                     | Tauro FC          | Panamá    | 2012 |
| Primera División de Venezuela 2014-15 | Deportivo Táchira | Venezuela | 2015 |
| LPF Clausura 2017                     | Tauro FC          | Panamá    | 2017 |
| LPF Apertura 2018                     | Tauro FC          | Panamá    | 2018 |
| LPF Apertura 2019                     | Tauro FC          | Panamá    | 2019 |

- Datos: Q1894045